# Терекла (приток Урала)
Терекла (в верховье Косагаш) — река в Казахстане, протекает по Каргалинскому району Актюбинской области. Длина реки составляет 23 км, площадь водосборного бассейна — 354 км².
Начинается в холмистой местности к северо-востоку от аула Акжайык под названием Косагаш. Течёт в общем северном направлении по открытой местности. Правый берег реки обрывистый, левый — пологий. В низовьях имеет ширину 18 метров и глубину 0,8 метра. Устье реки находится в 1641 км по левому берегу реки Урал у подножия горы Точка Сатвалда.

## Притоки
Объекты перечислены по порядку от устья к истоку.
- 8 км: Колымбай[1] (лв)
- 11 км: Медес[4] (лв)